# Бачаев, Зелемхан
Зелемхан Бачаев (род. 19 декабря 2002) — бельгийский дзюдоист, чемпион (2019) и бронзовый призёр (2017) первенств Бельгии среди кадетов, чемпион первенств Бельгии среди юниоров 2021 и 2022 годов, призёр этапов Кубка Европы среди юниоров 2021—2022 годов, победитель и призёр этапов Кубка Европы среди юниоров, чемпион (2024) и бронзовый призёр (2019, 2022) чемпионатов Бельгии среди взрослых, серебряный призёр этапа Кубка Европы 2023 года в Дубровнике (Хорватия) среди взрослых. Выступает в лёгкой весовой категории (до 73 кг).
Чеченец.

## Спортивные результаты
- Первенство Бельгии по дзюдо 2017 среди кадетов — ;
- Первенство Бельгии по дзюдо 2019 среди кадетов — ;
- Первенство Бельгии по дзюдо 2021 среди юниоров — ;
- Первенство Бельгии по дзюдо 2022 среди юниоров — ;
- Чемпионат Бельгии по дзюдо 2019 — ;
- Чемпионат Бельгии по дзюдо 2022 — ;
- Чемпионат Бельгии по дзюдо 2024 — ;